# شيلا نيميث
شيلا نيميث (بالمجرية: Németh Csilla)‏ (ولدت في 21 يناير 1989 في بودابست )  هي لاعبة كرة يد مجرية.

## الإنجازات
- البطولة الوطنية المجرية للسيدات :
  - الفائز : 2007
  - الميدالية الفضية : 2009
  - الميدالية البرونزية : 2008 ، 2011
- كأس المجر لكرة اليد للسيدات :
  - الميدالية الفضية : 2010
- كأس أبطال الكؤوس الأوروبية لكرة اليد للسيدات :
  - الفائز : 2011
  - الدور قبل النهائي : 2007

## روابط خارجية
- Csilla Németh الإحصاءات المهنية في Worldhandball